# Marque employeur
La marque employeur est l'image d'une entreprise auprès de ses employés et des candidats potentiels, et inclut par extension les efforts de marketing et de communication qui visent à l'améliorer et à la communiquer.

## Historique
Le concept de « marque employeur » est apparu aux États-Unis dès la fin des années 90. Il devait permettre aux agences en communication spécialistes des problématiques RH de répondre à de nouveaux besoins et de marketer de nouveaux services.
Entre 2004 et 2010, le nombre de gestionnaires de la marque employeur dans le monde est multiplié par trois. En France, la marque employeur gagne en popularité entre 2010 et 2012 et prend un nouveau tournant en mai 2011 grâce aux travaux d’Agnès Duroni, soutenus dans sa thèse HEC De la Marque Employeur aux Nouveaux Enjeux RH, où elle démontre que la marque employeur ne se résume pas à l'attractivité et au recrutement.
Ses travaux aboutissent en 2012 à la définition du concept de Marque Employeur, à l’énonciation de huit points fondamentaux et à l’élaboration d'une méthode globale, systémique et unique, pour développer la stratégie de marque employeur dans les entreprises de façon concrète et durable.

## Concepts

### Marque employeur
La marque employeur se place comme une réponse à la guerre des talents, la concurrence entre les entreprises pour attirer et retenir les meilleurs employés. Pour Ambler et Barrow, elle désigne « l’ensemble des avantages fonctionnels, économiques et psychologiques inhérent à l’emploi et avec lesquels l’entreprise, à titre d’employeur, est identifiée ». Ces avantages fonctionnels sont l'intérêt du travail et le développement de l'employé, les bénéfices économiques sont financiers et matériels, et les bénéfices psychologiques sont essentiellement dus au contrôle et à l'appartenance. Au contraire, Berthon mesure cinq dimensions : l'intérêt du travail, l'ambiance du travail, la rémunération, la formation et la transmission.
La définition, en 2012, de la Marque Employeur par Agnès Duroni a ainsi permis de formaliser le concept[source secondaire nécessaire].
Selon d'autres sources, la marque employeur désigne les avantages potentiels qu'un employé voit dans le fait de travailler pour une organisation donnée. Elle a trois facettes : l'image interne, l'image externe, et l'image externe interprétée. Aujourd'hui, pour les grands groupes, détrônées de leur statut d'employeur idéal, la marque employeur permet de conquérir, fidéliser ou reconquérir les talents, selon Marie-Claude Cazottes, auteure du livre : Management de la marque employeur, publié chez Pearson (maison d'édition)[source secondaire souhaitée].

### Gestion de la marque employeur
La gestion de la marque employeur, quant à elle, représente l'ensemble des efforts faits par une entreprise pour communiquer un message selon lequel elle est un bon employeur, différent de ses concurrents.
La marque employeur se gère en trois étapes : d'abord, identifier la proposition de valeur offerte aux collaborateurs (ou employer value proposition, EVP), ensuite la communiquer auprès des cibles, et enfin s'assurer que le comportement de l'entreprise est cohérent avec celui des cibles.

## Promotion de la marque employeur

### Place dans l'entreprise
A l’origine sujet de communication, la gestion de la marque employeur est aujourd’hui majoritairement déléguée aux personnes chargées de la gestion des ressources humaines ou du marketing, en plus de leurs missions principales. 
Elle recouvre néanmoins tous les services de l’organisation et concerne l’ensemble de ses parties prenantes. Son déploiement doit donc être intégré dans la stratégie globale de l’entreprise. 

### Outils utilisés
La marque employeur s'appuie fortement sur les concepts marketing classiques. Un puissant levier de communication est le bouche-à-oreille : beaucoup de gestionnaires considèrent les employés comme premiers moteurs de la marque employeur. Il faut par exemple soutenir l'employee advocacyen fournissant un guide de style et des informations sur la politique de l'entreprise aux salariés.
La marque employeur s'appuie sur une variété de supports : site carrière, application mobile, blogs, tchats, réseaux sociaux personnels et professionnels, job boards, espaces publicitaires, presse, télévision, salons et forums, en particulier sur les campus des établissements.

## Analyses de la marque employeur

### Classements
Plusieurs classements des « meilleures entreprises où travailler » permettent d'observer quelles entreprises bénéficient de la meilleure marque employeur. Le classement Universum est un classement annuel des entreprises jugées les plus attractives, couvrant en 2021 une soixantaine de pays.

### Sujet d'étude universitaire
La littérature sur la marque employeur est peu développée : elle provient majoritairement du milieu de l'entreprise plutôt qu'académique, et les études empiriques sont rares. Elles se concentrent presque exclusivement sur l'impact de la marque employeur sur les candidats et négligent le processus de gestion de la marque employeur, ses enjeux et ses stratégies de fidélisation des employés. 

## Critiques
La marque employeur ne connaît des bons résultats, en particulier pour la fidélisation des collaborateurs, que si les actes de l'entreprise s'accordent avec le message qu'elle véhicule, faute de quoi elle peut devenir « toxique ». Selon certains auteurs, elle crée des attentes chez les candidats avant même leur intégration dans l'entreprise : le non-respect de ce contrat psychologique qu'est la marque employeur externe et la non réalisation des attentes se traduit par le départ ou la désimplication des nouveaux collaborateurs. L'entreprise se doit d'avoir des objectifs en congruence avec sa culture organisationnelle, qui est le cœur de la marque employeur 
Pour le communicant Frédéric Fougerat, la marque employeur n'existe pas. Il l'explique dans une tribune, publiée par le site Focus RH, considérant que nous commettons une erreur en parlant de marque employeur, car il n’y a qu’une marque pour l’entreprise. Il précise que nous devrions plutôt parler de stratégie et/ou de communication employeur, celle qui s’adresse à la cible des futurs collaborateurs et futures collaboratrices d'une entreprise, comme aux salariés de l'entreprise, souvent oublié.